# FC Đồng Tháp
Der Đồng Tháp Football Club ist ein vietnamesischer Fußballverein aus Cao Lãnh. Er spielt aktuell in der zweithöchsten Liga des Landes der V.League 2.

## Geschichte
Der Verein gilt als Fahrstuhlmannschaft und konnte trotz allem bereits 2 Mal die Meisterschaft erringen. Für die Saison 2007 versuchte der Verein den damaligen Trainer der Thailändischen Nationalmannschaft, Charnwit Polcheewin, zu verpflichten. Obwohl man sich bereits einig war und Charnwit die Rekordsumme von 15.000 USD erhalten hätte, trat er den Posten dennoch nicht an. Zum Ende der Saison 2007 stieg der Verein dann der V-League ab und konnte 2008 den sofortigen Wiederaufstieg schaffen. Nach Platz 3 in der 2. Liga, traf man in der Relegation auf den höherklassigen Gegner Boss Bình Định und konnte sich am Ende mit 1:0 durchsetzen.

## Stadion
Seine Heimspiele trägt der Verein im Cao Lãnh Stadium in Cao Lãnh aus. Das Stadion hat ein Fassungsvermögen von 23.000 Personen.
Koordinaten: 10° 27′ 52,3″ N, 105° 38′ 33,5″ O

## Erfolge
- Vietnamesischer Meister: 1989, 1996[3]
- Vietnamesischer Zweitligameister: 2006, 2014
- Vietnamesischer Zweitligavizemeister: 2002

## Ehemalige bekannte Spieler
- Pipat Thonkanya